# Kursbuch (Bundesärztekammer)

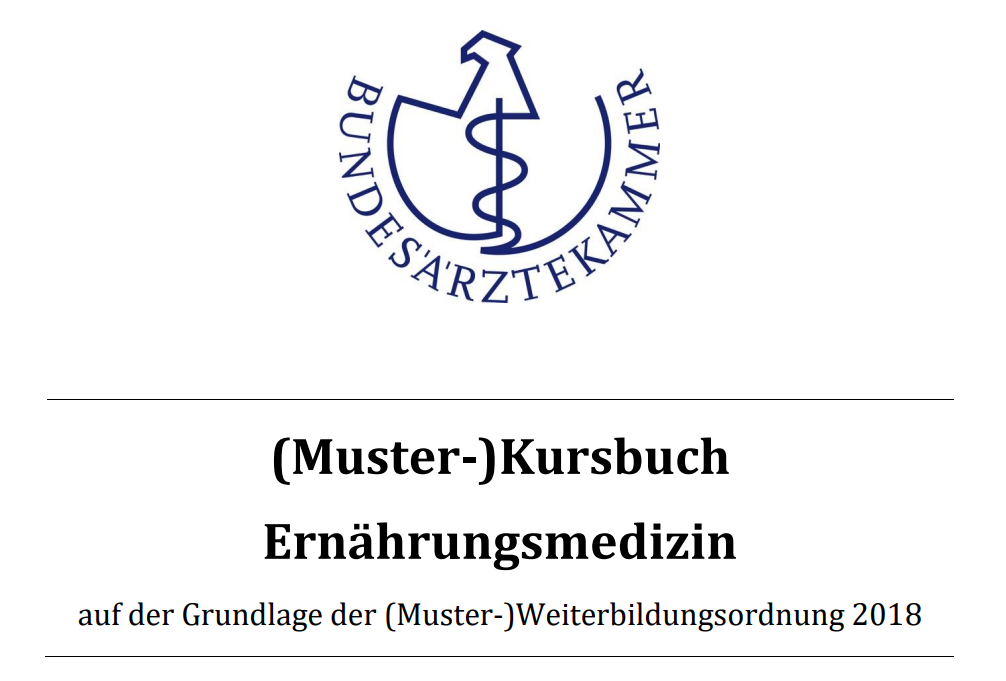

Ein Kursbuch der Bundesärztekammer ist ein offizieller Leitfaden, der Lernziele, Lehr- und Lerninhalte sowie methodische Empfehlungen für Kurse nach der ärztlichen Weiterbildungsordnung enthält.

## Zielsetzung
Ziel der Kursbücher ist die Standardisierung, Qualitätssicherung und Vergleichbarkeit ärztlicher Weiterbildungsmaßnahmen durch Vorgabe von Aufbau und Umfang der Maßnahme, von Lern- und Kompetenzzielen, Lehrinhaltekatalogen, Stundenplänen, sowie von Empfehlungen zur Lehr- und Lernmethodik. Den Ärztekammern soll auf diesem Wege die Möglichkeit gegeben werden, Weiterbildungsmaßnahmen, die nach den Vorgaben der BÄK-Kursbücher durchgeführt werden, gegenseitig anzuerkennen. Dadurch können Ärztinnen und Ärzten, die ein entsprechenden Kurs erfolgreich durchlaufen haben, nach einheitlichen Kriterien Qualifikationsnachweise verliehen werden.

## Themen
Kursbücher existieren für zahlreiche ärztliche Fachgebiete. Sie richten sich als Orientierung an Ärztinnen und Ärzte in Weiterbildung sowie an Veranstalter von Weiterbildungskursen. Im Oktober 2024 existieren Kursbücher für folgende Bereiche:
- Ärztliches Qualitätsmanagement
- Akupunktur
- Allgemeine und spezielle Notfallbehandlung[2]
- Arbeitsmedizin / Betriebsmedizin
- Balneologie und Medizinische Klimatologie
- Ernährungsmedizin[3]
- Flugmedizin
- Homöopathie
- Krankenhaushygiene
- Manuelle Medizin
- Medizinische Informatik
- Naturheilverfahren[4]
- Öffentliches Gesundheitswesen
- Palliativmedizin[5]
- Physikalische Therapie
- Psychosomatische Grundversorgung
- Rehabilitationswesen
- Sexualmedizin
- Sozialmedizin
- Spezielle Schmerztherapie
- Sportmedizin
- Suchtmedizinische Grundversorgung
- Tropenmedizin

### Kurs-Weiterbildung Psychosomatische Grundversorgung
Die Kurs-Weiterbildung „Psychosomatische Grundversorgung“ ist Bestandteil sowohl der Facharzt-Weiterbildungen in Allgemeinmedizin, Frauenheilkunde und Geburtshilfe, Kinder- und Jugendmedizin sowie Sexualmedizin. Außerdem ist sie Voraussetzung für die Durchführung der für die Erbringung psychosomatischer Leistungen  im Rahmen der vertragsärztlichen Versorgung. Das Kursbuch Psychosomatische Grundversorgung beschreibt die Rahmenbedingungen sowie Qualifikationsziele und Lerninhalte des 80 Stunden umfassenden Kurses. 

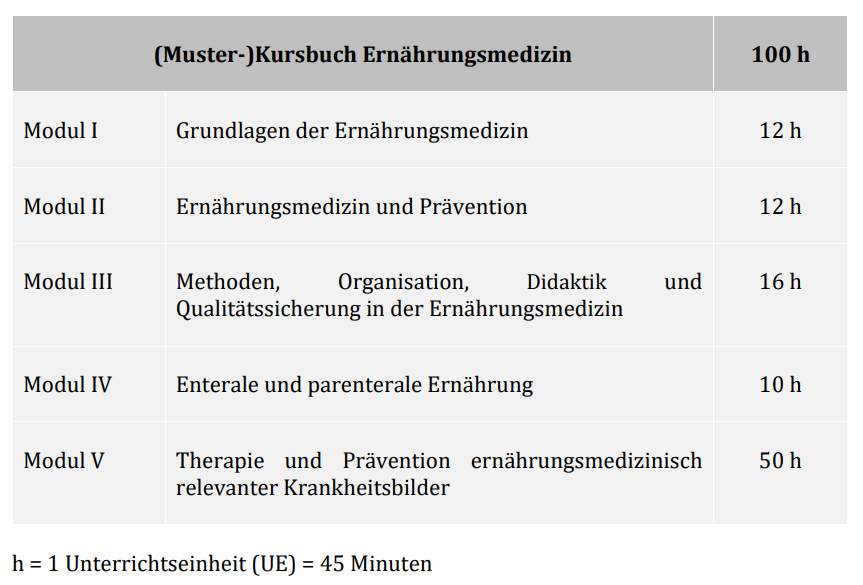
BÄK-Kursbuch Ernährungsmedizin Module

## Qualitätssicherung
Die Kursbücher enthalten Empfehlungen zur Qualitätssicherung der Bildungsmaßnahmen. Unter Bezug auf die Qualitätsanforderungen der Bundesärztekammer (Empfehlungen zur ärztlichen Fortbildung und Fortbildungsordnung) existieren Angaben unter anderem zu Qualifikation des Lehrpersonals, erwünschten Anzahl und Präsenzpflicht der Teilnehmenden, Lernerfolgskontrolle.
Sofern die Weiterbildungsordnung die Ableistung von Kursen vorschreibt, ist eine vorherige Anerkennung des jeweiligen Kurses und dessen Leiters durch die für den Ort der Veranstaltung zuständige Ärztekammer erforderlich. Diese Kurse müssen den von der Ärztekammer vorgeschriebenen Anforderungen entsprechen. Für eine Kursanerkennung sind die in den Kursbüchern beschriebenen bundeseinheitlichen Empfehlungen zu beachten.

## Geschichte
Das erste Kursbuch der Bundesärztekammer war das 1994 publizierte Kursbuch Allgemeinmedizin.